# ميناء نارايان غانج
ميناء نارايانغانج، هو ميناء نهري يقع في مدينة نارايان غانج في بنغلاديش. إنه أحد أقدم وأكبر الموانئ النهرية البنغلادشية. وأحد الموانئ الرئيسية في دلتا الغانج. يقع الميناء على نهر شيتالاكشيا. ومنطقة الميناء هي مقر لعديد من المصانع.